# Catherine-Nicole Le Maure
Catherine-Nicole Le Maure (ou Lemaure) est une des plus célèbres cantatrices françaises du XVIIIe siècle, née à Paris le 3 août 1704, morte à Paris le 14 janvier 1786.

## Biographie
Catherine-Nicole Lemaure est née le 3 août 1704 à Paris. Elle entre dans les chœurs de l’Académie royale de musique en 1719. Elle débute à l'opéra en 1721 dans le rôle d'Astrée du Phaéton de Jean-Baptiste Lully. Cette période est marquée par sa rivalité avec Marie Pélissier, attisée par le public qui se partage entre les deux cantatrices. Elle assume par la suite le rôle de Céphise dans L'Europe galante, triomphe dans Jephté de Montéclair ou dans Pyrame et Thisbé de Rebel et Francœur. Petite, laide, capricieuse et despotique, elle avait une voix d’une rare beauté et, d’instinct, parvenait à la plus grande noblesse sur scène, particulièrement dans les rôles pathétiques. Elle fut l’idole d’un public qui se plaisait à opposer ses dons exceptionnels à l’art consommé de Marie Pélissier. Voltaire écrivit qu'il préférait « Pélissier pour son art, et le Maure pour sa voix. »
Ses caprices et son indiscipline sont célèbres et la font chasser plusieurs fois de l’Opéra. En 1732, contrainte sous la menace à se produire, elle s'exécute de si mauvaise grâce qu'elle est chassée de scène sous les huées du public. Elle se retire une première fois de 1735 à 1740 à l'abbaye royale de Longchamp, puis revient sur scène avant de prendre sa retraite définitive en 1744. Elle épouse en 1762 le baron de Montbruel.
Elle est morte en 1786.

## Reconnaissance
Voltaire a écrit en 1741 que « sans la voix de la le Maure, & le canard de Vaucanson, vous n'auriez rien qui fit ressouvenir de la gloire de la France. »

## Répertoire
Le Maure a joué beaucoup de rôles durant toute sa carrière :
- Astrea in Phaëton (Lully), 1721
- Libya in Phaëton (Lully), 1722
- Hippodamie in Pirithoüs (Mouret), 1723 (créée)
- Philomèle in Philomèle  (La Coste), 1723
- Pomone in Les élémens (Destouches, de Lalande), 1725
- Un rôle in Hésione (Campra), 1730
- Oriane in Amadis (Lully), 1731, 1740
- Iphise in Jephté (Montéclair), 1732 (créée), 1735, 1740
- Issé in Issé (Destouches), 1733
- Iphigénie in Iphigénie en Tauride (Desmarest, Campra), 1734
- Iphise in Dardanus (Rameau), 1744